# Франц Ксавер Вінтергальтер
Франц Ксавер Вінтергальтер (нім. Franz Xaver Winterhalter; 20 квітня 1805, Занкт-Блазієн, Шварцвальд, курфюрство Баден — 8 липня 1873, Франкфурт-на-Майні, Німеччина) — німецький художник і літограф, відомий виконаними ним портретами членів королівських родин країн Європи XIX століття.

## Ранні роки
Франц Ксавер Вінтергальтер народився 20 квітня 1805 року в селі Менцешванд (нині — частина села Занкт-Блазієн) у Бадені. Був шостою дитиною в родині Фіделя Вінтергальтера (1773—1863), місцевого фермера і виробника смоли, та Єви Меєр (1765—1838), яка походила з давнього місцевого дворянського роду. Батько мав значний вплив на життя Вінтергальтера. Із його восьми суродженців тільки четверо дожили до зрілого віку. Протягом життя Франц Ксавер підтримував тісні контакти із родиною, особливо з братом Германом (1808—1891), який також став художником.

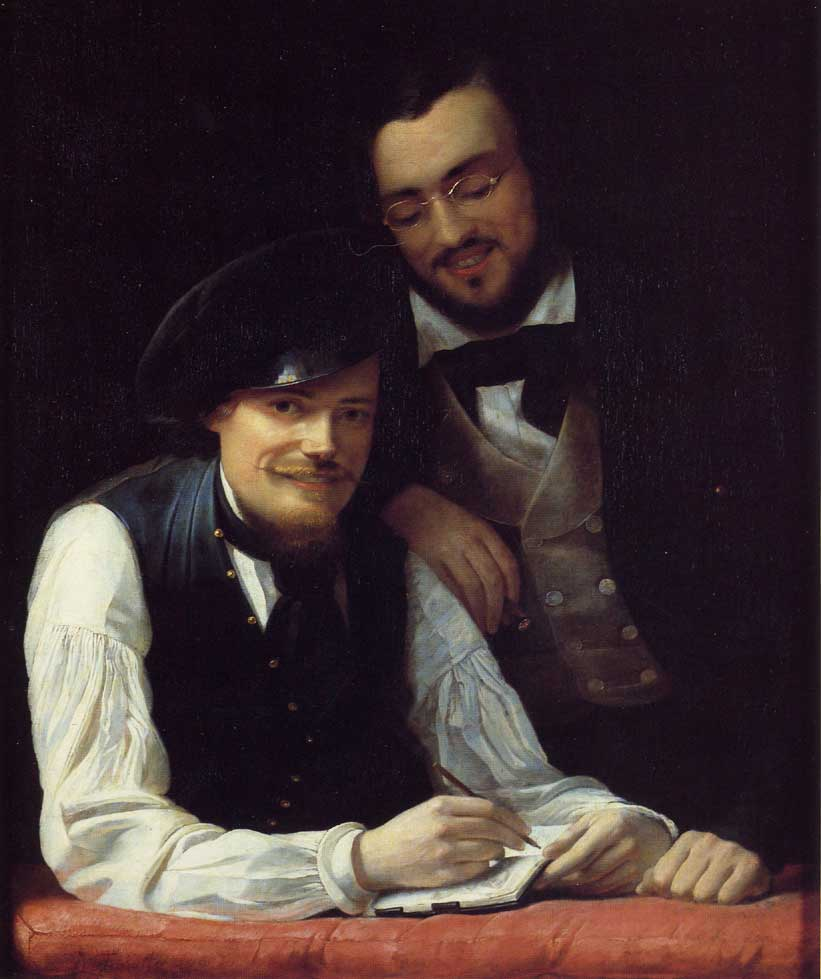
Автопортрет із братом, 1840

Навчався у бенедиктинському монастирі в Занкт-Блазієні. Після завершення навчання там 1818 року, у віці 13 років, поїхав до Фрайбурга, де навчався на рисувальника та гравера у майстерні Карла Людвіга Шюлєра (Karl Ludwig Schüler, 1785—1852). За сприяння промисловця барона фон Айхталя (1775—1850) 1823 року поїхав до Мюнхена. 1825 року отримав стипендію у Людвіга I, герцога Бадену, і розпочав навчання в Академії у Мюнхені, де його вчителем був Петер Йозеф фон Корнеліус. Францові Ксаверу були не до вподоби академічні методи фон Корнеліуса, тож згодом він знайшов для себе іншого вчителя — Йозефа Карла Штілера. У цей період Вінтергальтер заробляв на життя, працюючи літографом.
Уперше Вінтергальтер працював як придворний художник у 1828 році, коли був особистим малярем баденської герцогині Софії у Карлсруе. За межами Південної Німеччини Вінтергальтер уперше працював 1832 року, коли за сприяння баденського герцога Леопольда поїхав до Італії. Працюючи у Римі, він писав картини у стилі Луї Леопольда Робера і познайомився із директором Французької академії Орасом Верне. Повернувшись до Німеччини, написав портрети Великого герцога Баденського Леопольда та його дружини Софії, а згодом був призначений придворним художником.

## Придворний художник
У Парижі Вінтергальтер швидко став відомим. Він став придворним художником короля Луї-Філіппа I і на його прохання намалював портрети членів його родини. Загалом Вінтергальтер написав на замовлення короля Франції понад 30 портретів.
Успіх при дворі французького короля створив Вінтергальтерові репутацію художника династичних та аристократичних портретів. При цьому критики заперечували, що до нього потрібно ставитися серйозно як до художника, оскільки він сконцентрувався тільки на одному різновиді живопису. Сам Вінтергальтер вважав свої монарші замовлення тимчасовою перервою перед тим, як повернутися до історичного живопису, проте через свої успіхи до кінця життя він працював переважно як портретист.
Вінтергальтер створив близько 120 робіт для британської королівської родини, зображуючи королеву Вікторію, принца Альберта та їхніх дітей. Уперше художник відвідав Велику Британію у 1842 році і після цього приїжджав ще кілька разів. Більшість робіт Вінтергальтера для британської королівської родини увійшли до Королівської колекції і демонструються у Букінгемському палаці. В Осборн-гаузі зберігається його картина «Флоринда», яку королева Вікторія подарувала своєму чоловікові на день народження у 1852 році. Також він написав кілька портретів для англійської аристократії, переважно з придворних кіл. Повалення короля Луї-Філіппа I у 1848 році не вплинуло на репутацію Вінтергальтера. Він поїхав до Швейцарії і працював у Бельгії та Великій Британії.
Завдяки своїй наполегливості Вінтергальтер зміг пережити падіння однієї династії (Орлеанських Бурбонів) та піднесення іншої (Бонапартів). Париж залишався домом художника за кілька років до його смерті. Того ж року (1848) Вінтергальтер відхилив шлюбну пропозицію і залишився неодруженим, відданим своїй роботі.
Після сходження на престол Наполеона III популярність Вінтергальтера зросла. У часи Другої імперії Вінтергальтер був головним портретистом імператорської родини Франції. Він став улюбленим художником імператриці Євгенії. 1855 року Вінтергальтер створив свою найвідомішу роботу — «Імператриця Євгенія в оточенні своїх фрейлін». Написана в жанрі пастораль, картина набула широкого поширення і була експонована на Всесвітній виставці 1855 року. Демонстрування картини спричинило поширення чутки, начебто імператриця із фрейлінами позували дезабільє перед Вінтергальтером.
1852 року відвідав Іспанію, де написав портрети королеви Ізабелли II та її дочки. Російська аристократія, яка відвідувала Париж, полюбляла замовляти портрети у Вінтергальтера. Художник користувався репутацією «художника принців» у Франції, Бельгії, Великій Британії, німецьких державах, Росії та інших державах. У 1850-1860-х роках писав портрети членів російських та польських аристократичних родин. 1857 року написав портрет імператриці Марії Олександрівни.
У часи Другої Мексиканської імперії Вінтергальтеру доручили створити портрети членів імператорської родини, яку очолював Максиміліан I із дружиною Шарлоттою Бельгійською. Деякі картини мексиканських монархів досі експонуються в колишній імператорській резиденції в Чапультепекському палаці в Мехіко.

## Останні роки та смерть
Франц Ксавер Вінтергальтер використовував кількох помічників, які допомагали створювати копії написаних ним портретів для тих замовників, які просили кілька копій. Жоден портретист не користувався таким монаршим заступництвом, як Вінтергальтер, а у міжнародній мережі, як і він, працювали тільки Рубенс та ван Дейк.
Вінтергальтер відпочивав від своєї роботи в Італії, Швейцарії і особливо в рідній Німеччині. Попри те, що він провів багато років у Франції, він залишився близьким до свої батьківщини. Незважаючи на свій успіх, Вінтергальтер продовжував жити скромно і стримано. 1859 року він придбав віллу у Баден-Бадені — своїй улюбленій країні для відпочинку.
1864 року востаннє відвідав Велику Британію. Восени того ж року відвідав Відень, де створив портрети імператора Франца Йосифа I та імператриці Єлизавети. Під час франко-прусської війни 1870—1871 років, внаслідок якої занепала Друга імперія у Франції, Вінтергальтер лікувався у Швейцарії. Після завершення війни художник не поїхав до Франції, натомість оселився в Бадені, в Карлсруе. Під час поїздки до Франкфурта-на-Майні улітку 1873 року захворів на тиф. Помер 8 липня 1873 року у віці 68 років.

## Роботи

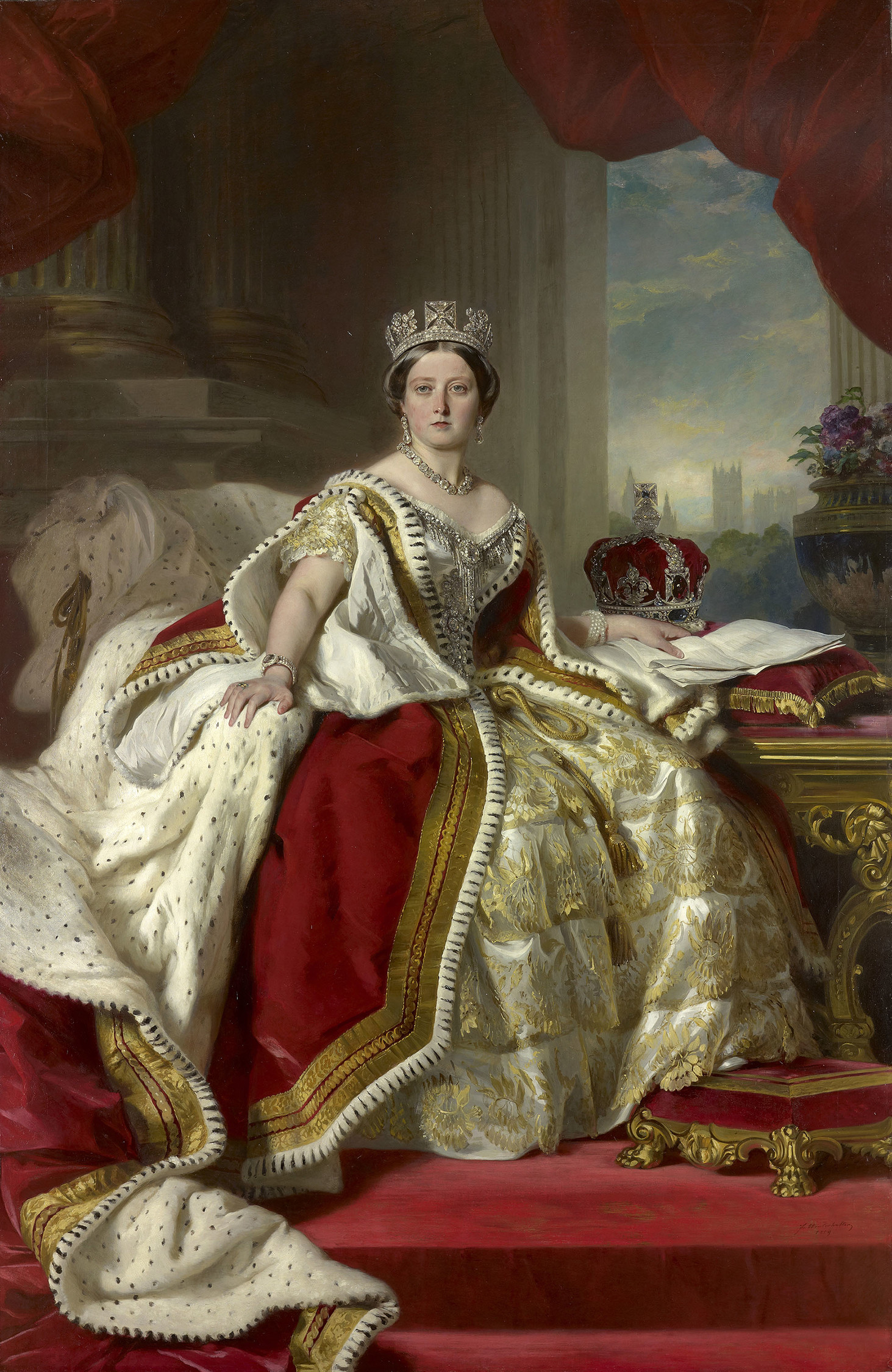
Королева Вікторія, 1859
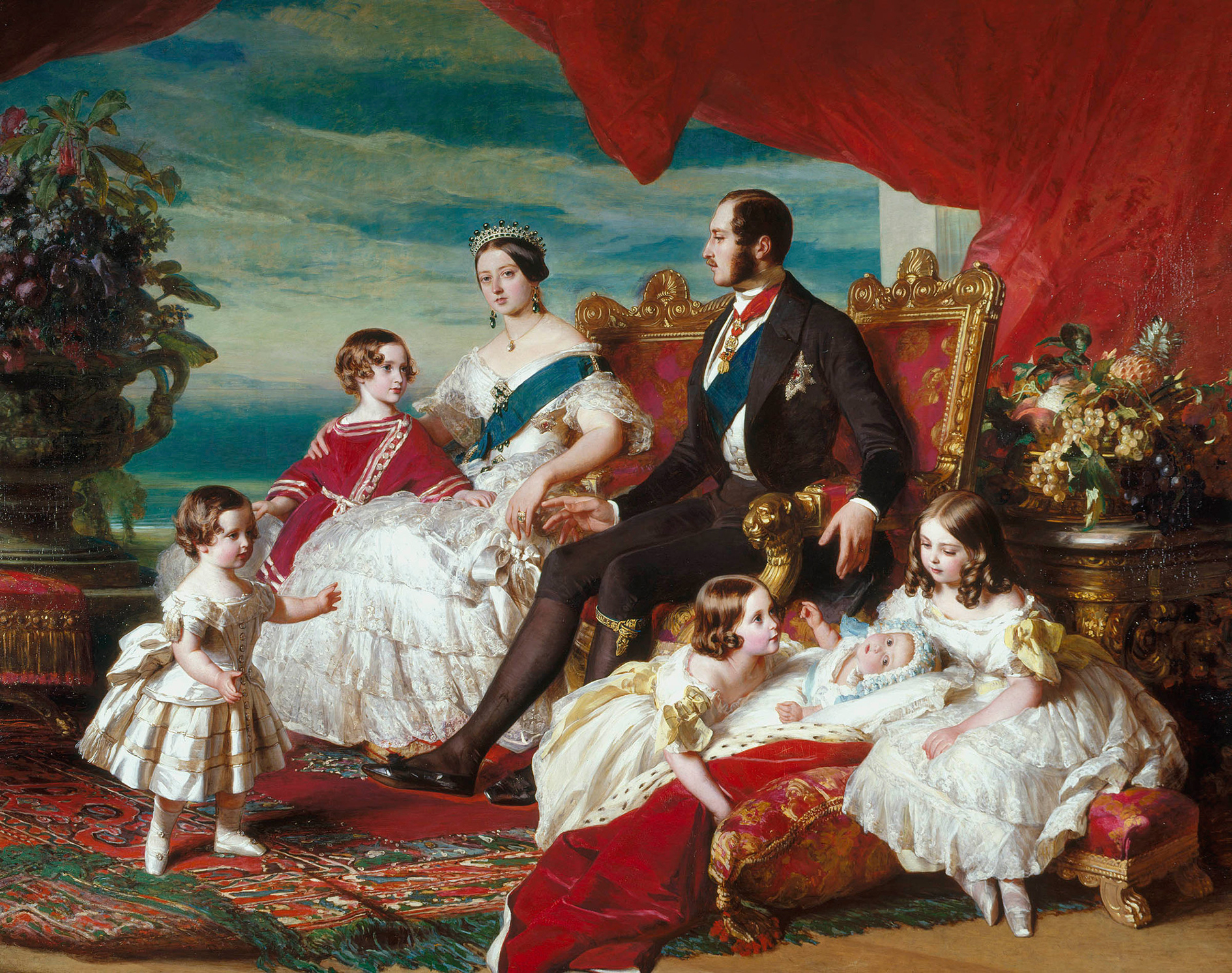
Сім'я королеви Вікторії, 1846
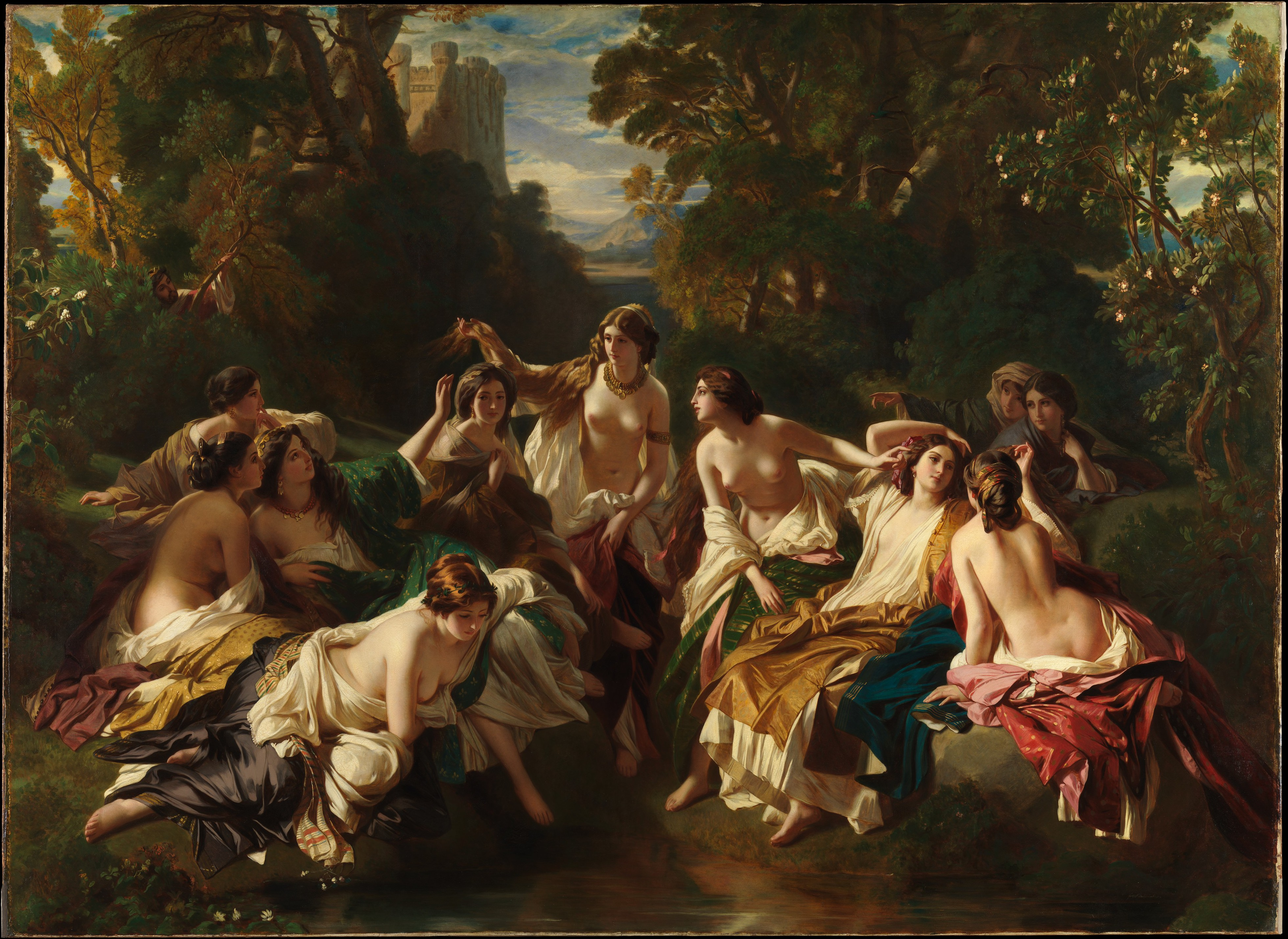
Флорінда, 1853
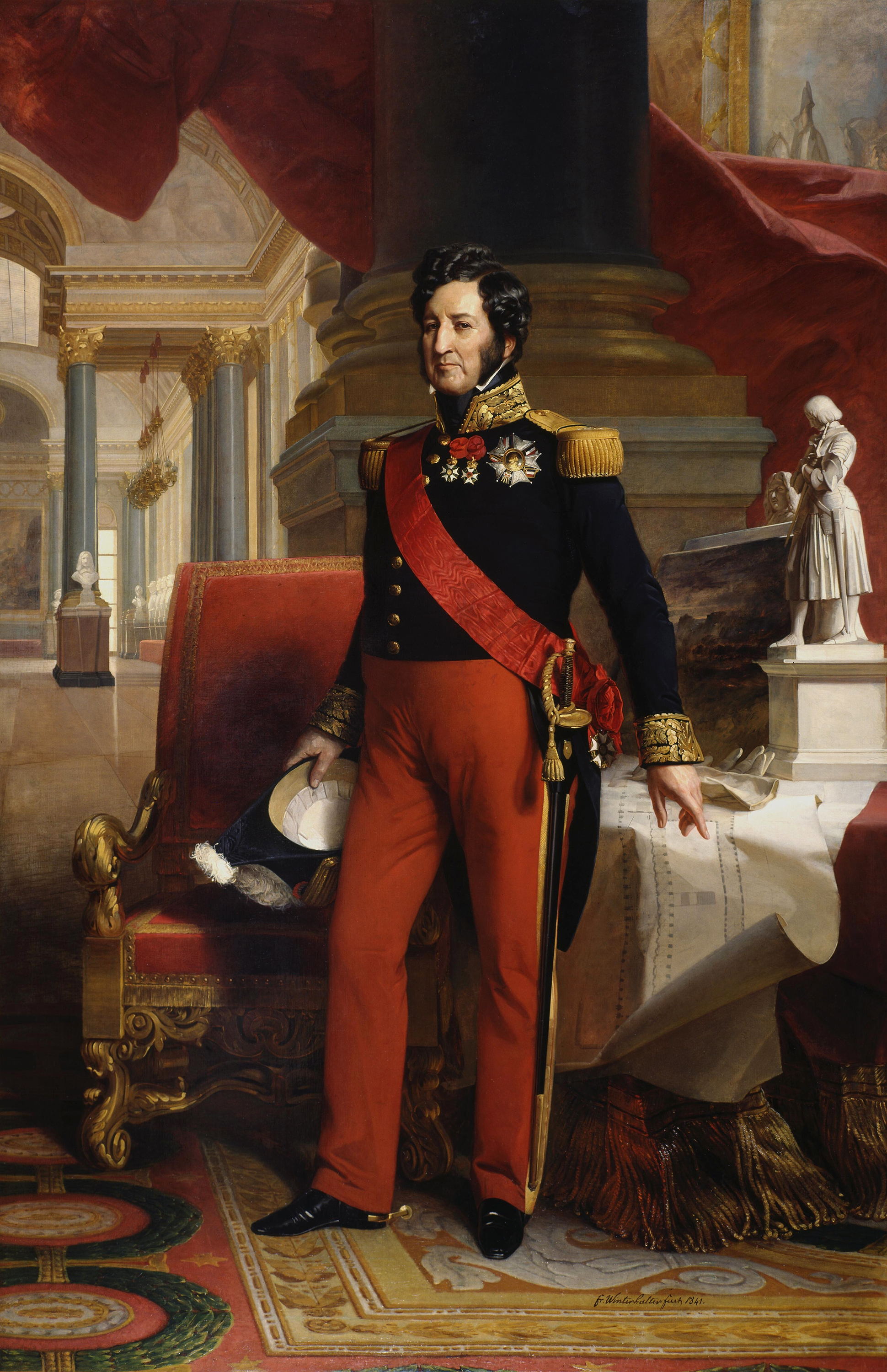
Луї-Філіпп I, король Франції, 1841
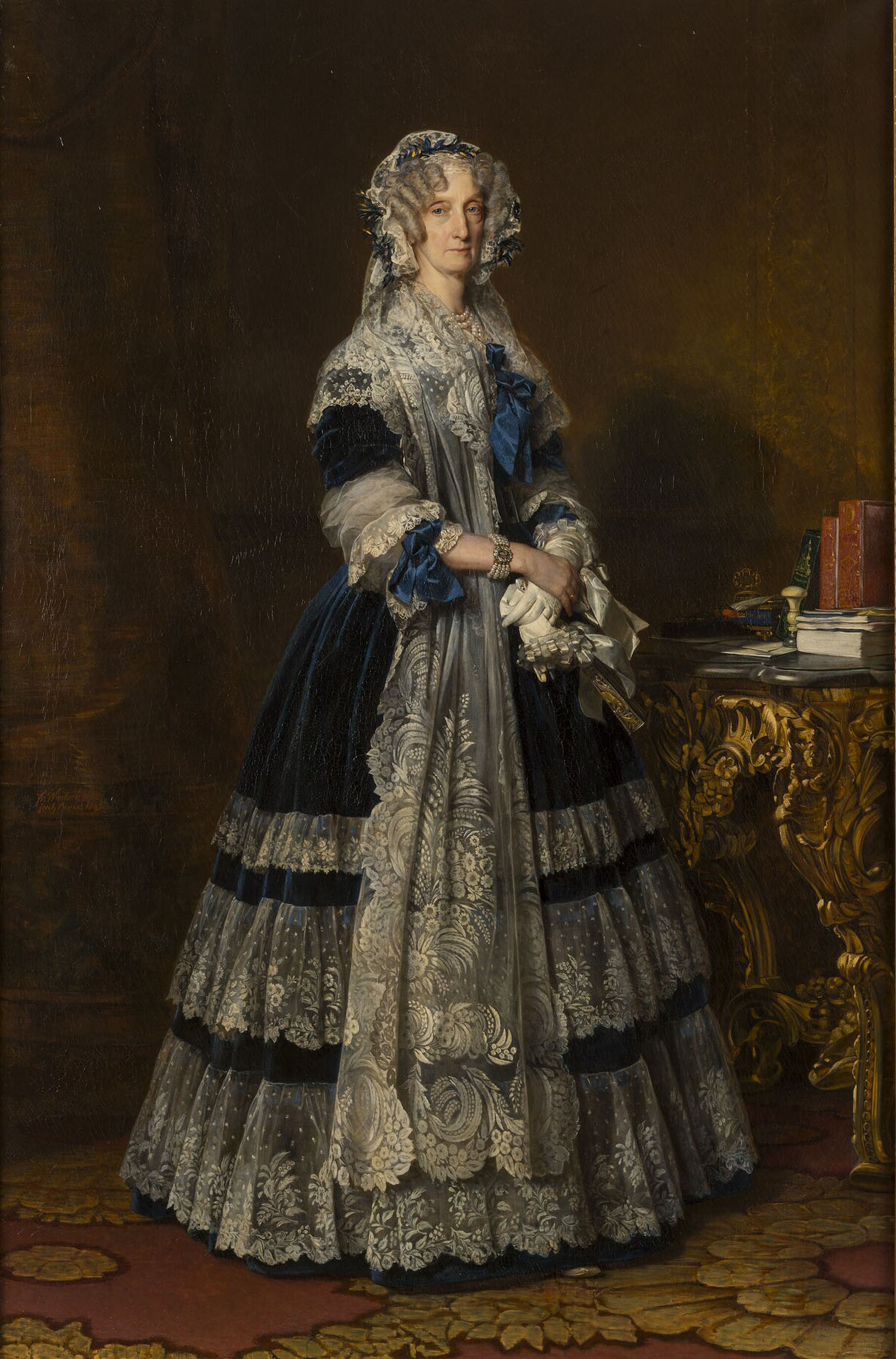
Марія Амелія, королева Франції
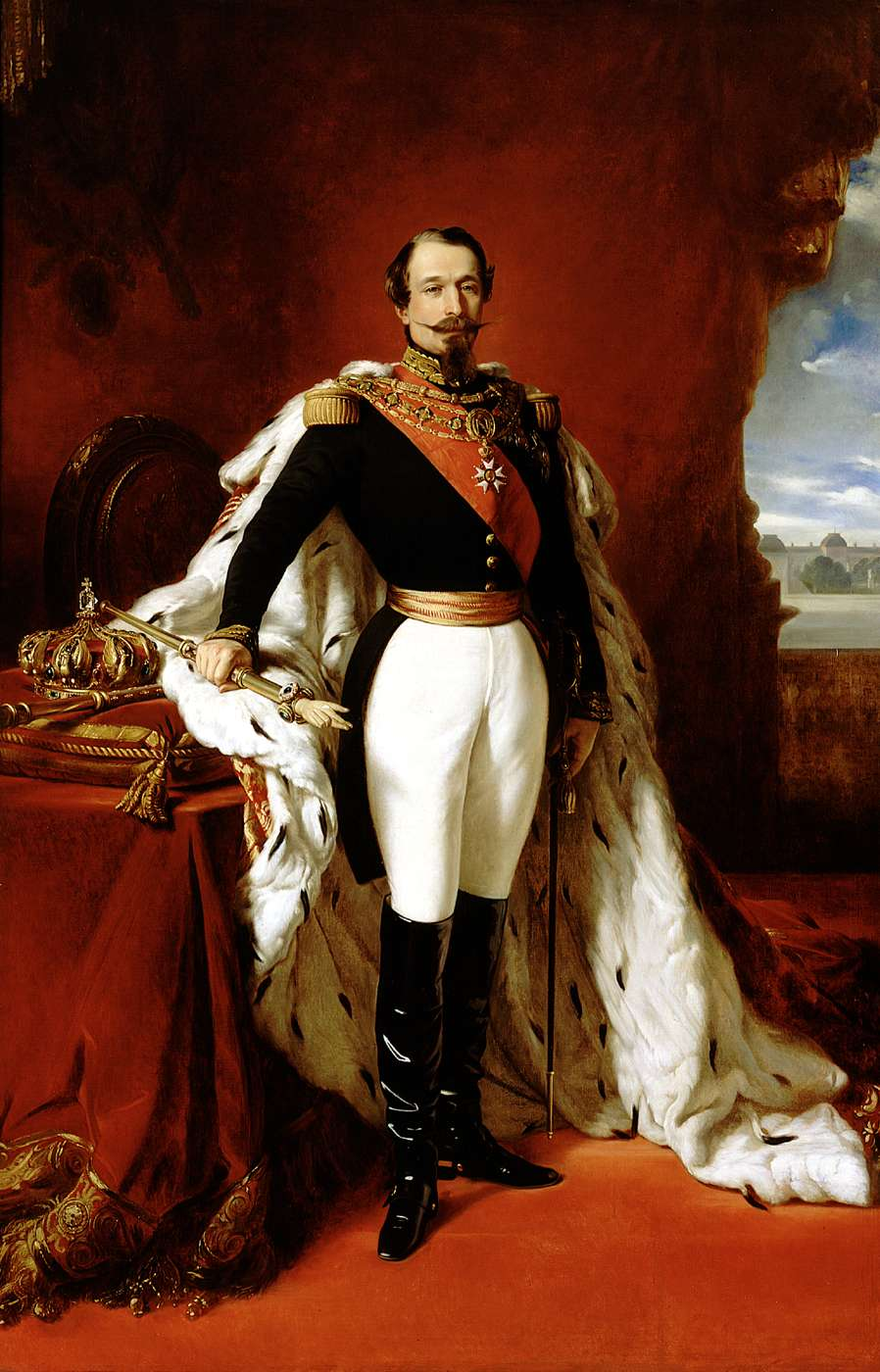
Наполеон III, імператор Французів
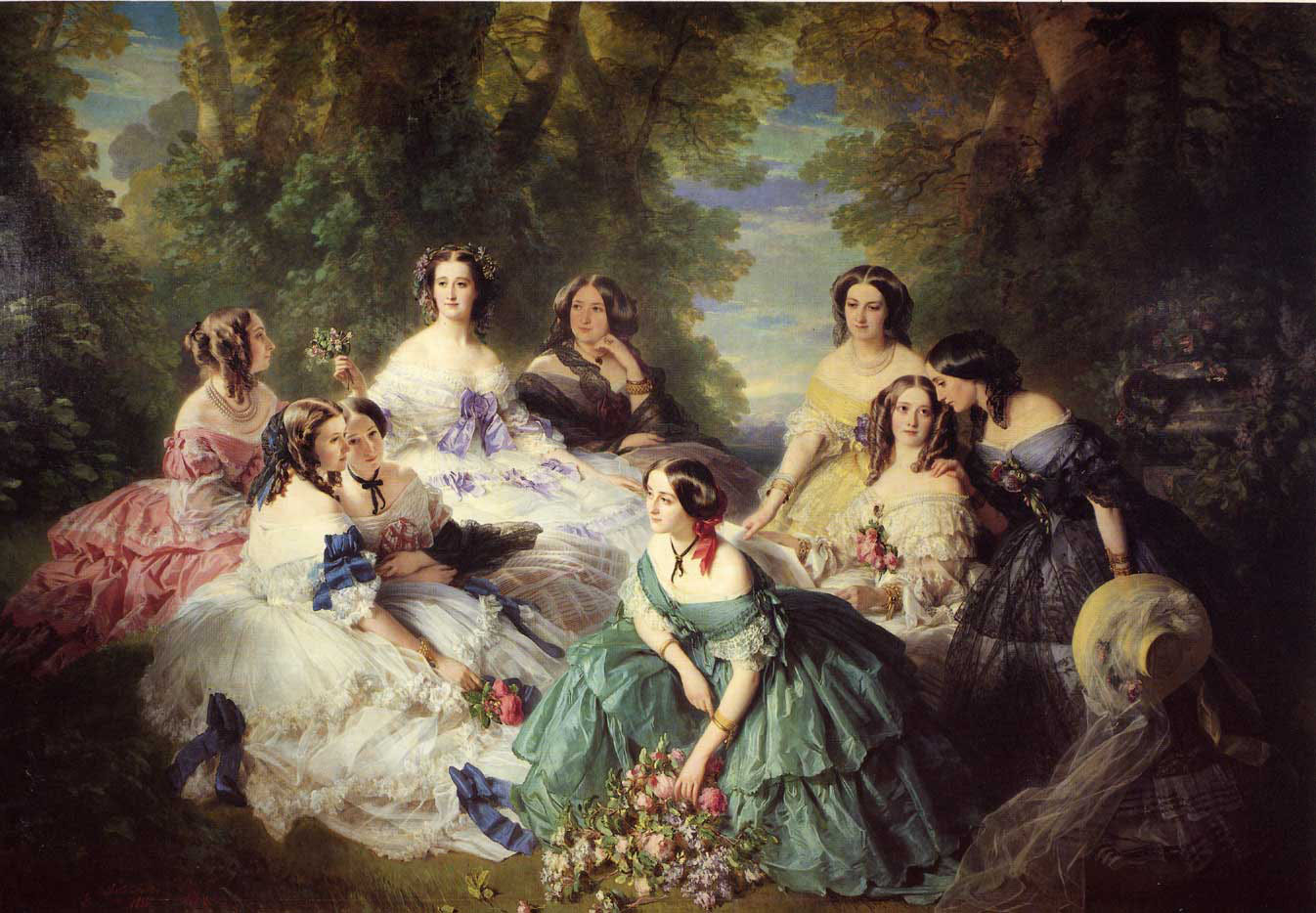
Імператриця Євгенія в оточенні своїх фрейлін, 1855
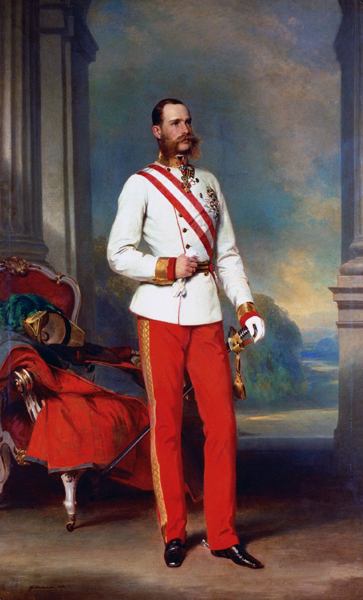
Імператор Франц Йосиф I
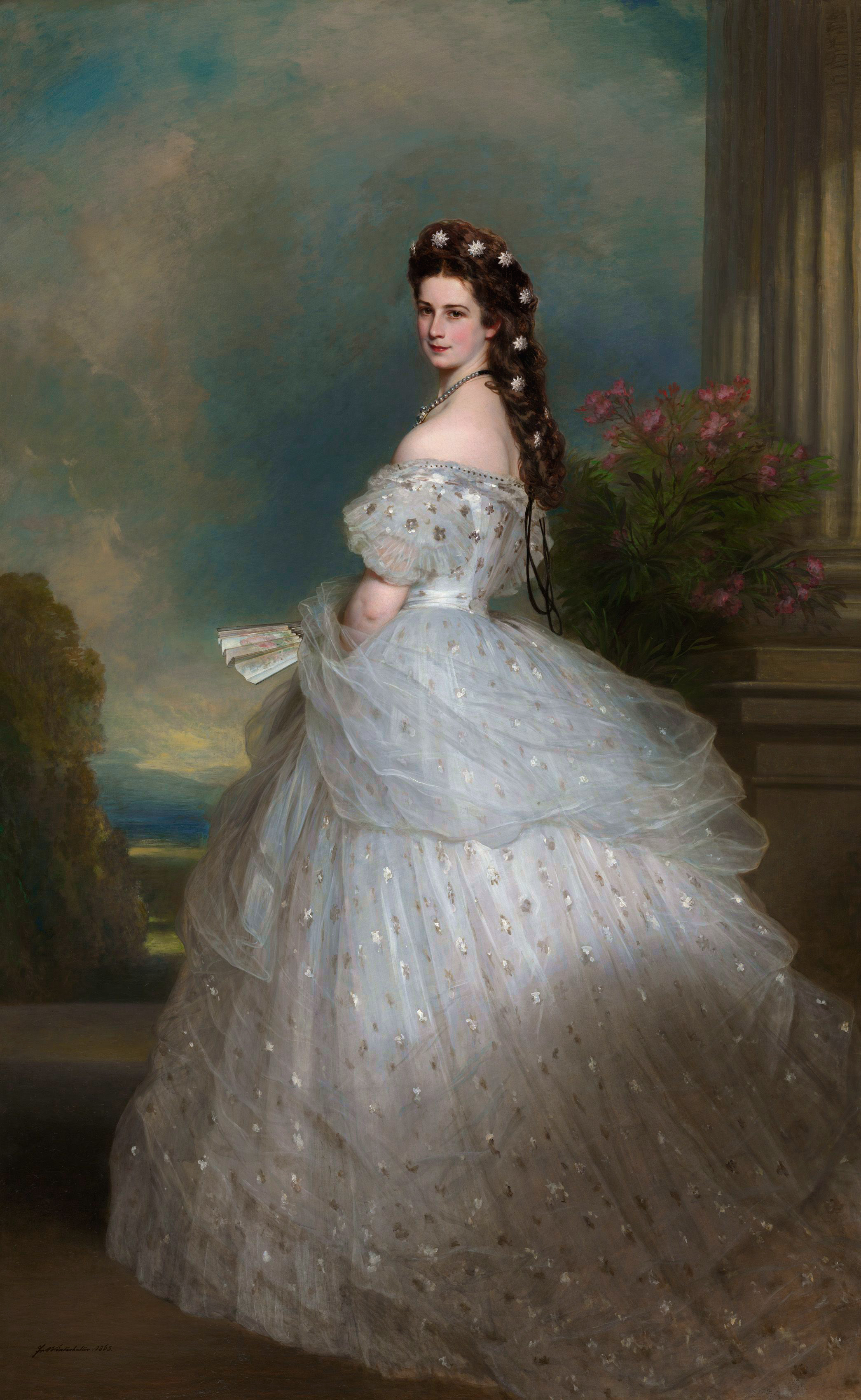
Імператриця Єлизавета Баварська
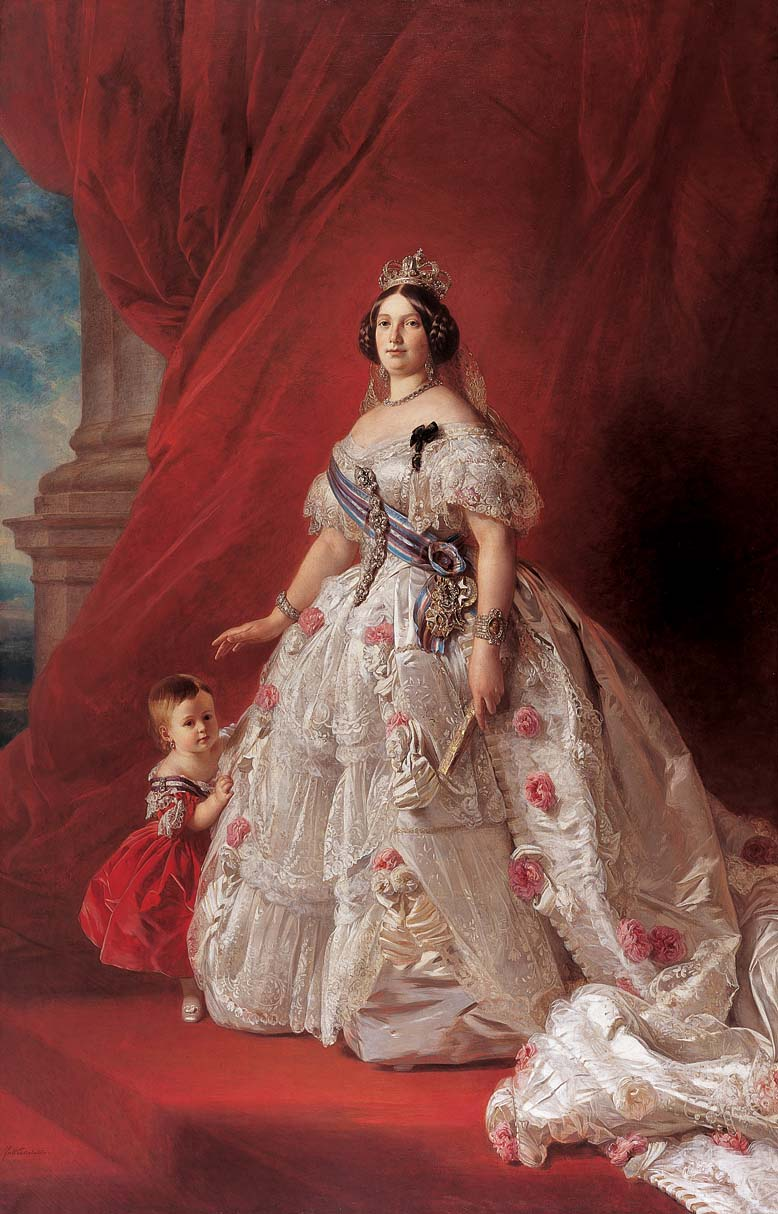
Ізабелла II, королева Іспанії, з дочкою, 1854
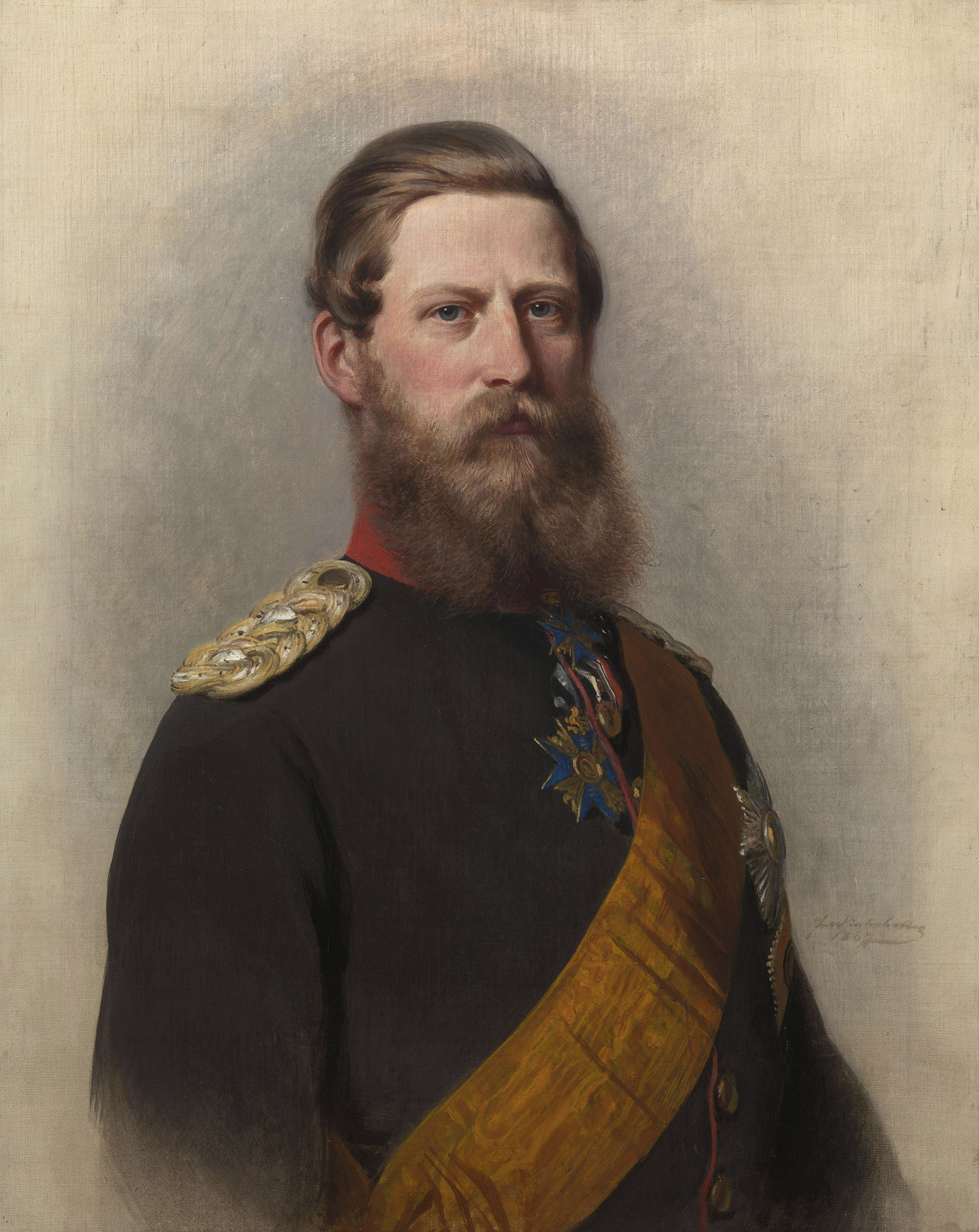
Фрідріх Вільгельм, кронпринц Пруссії
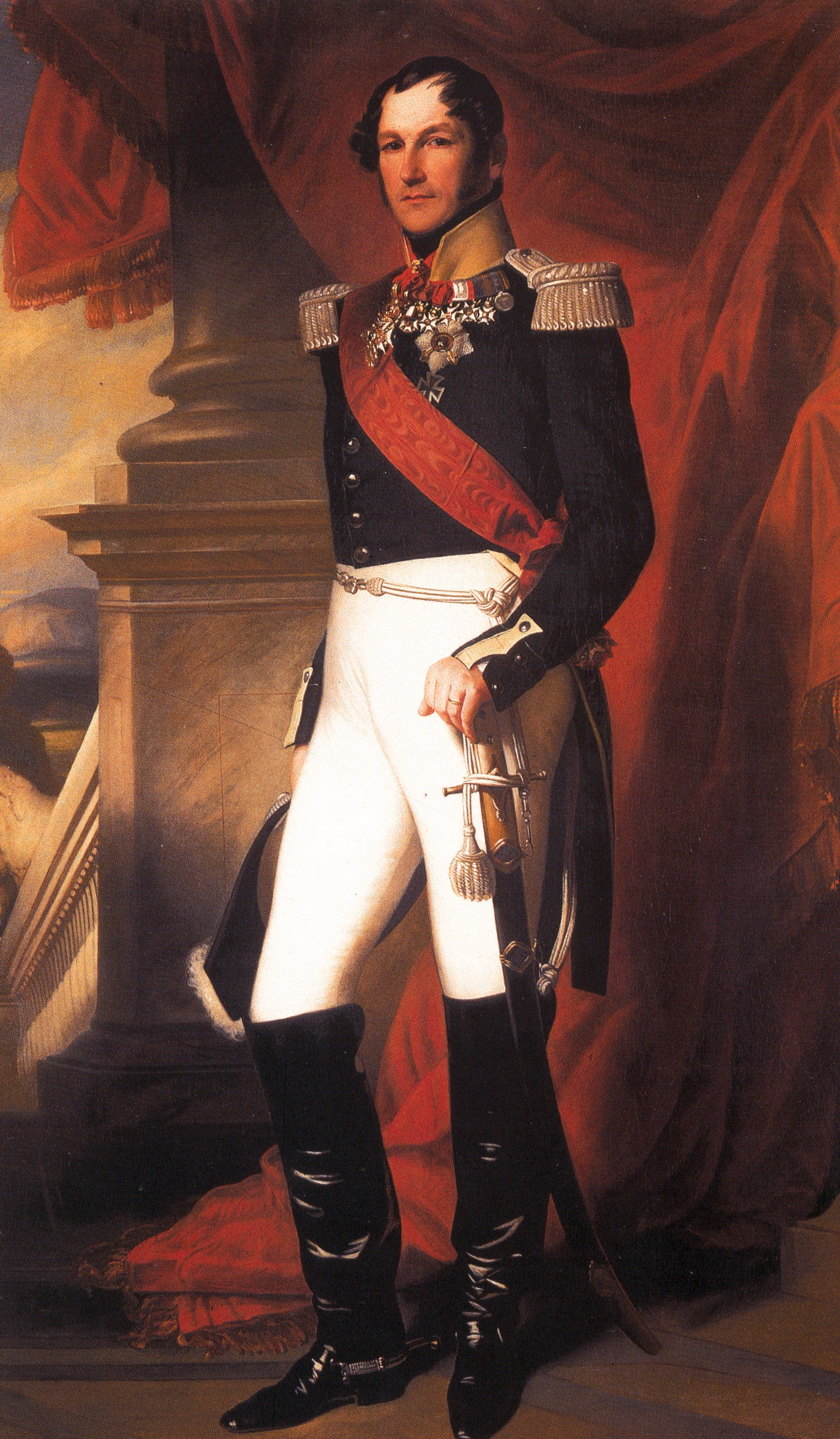
Леопольд I, король Бельгії
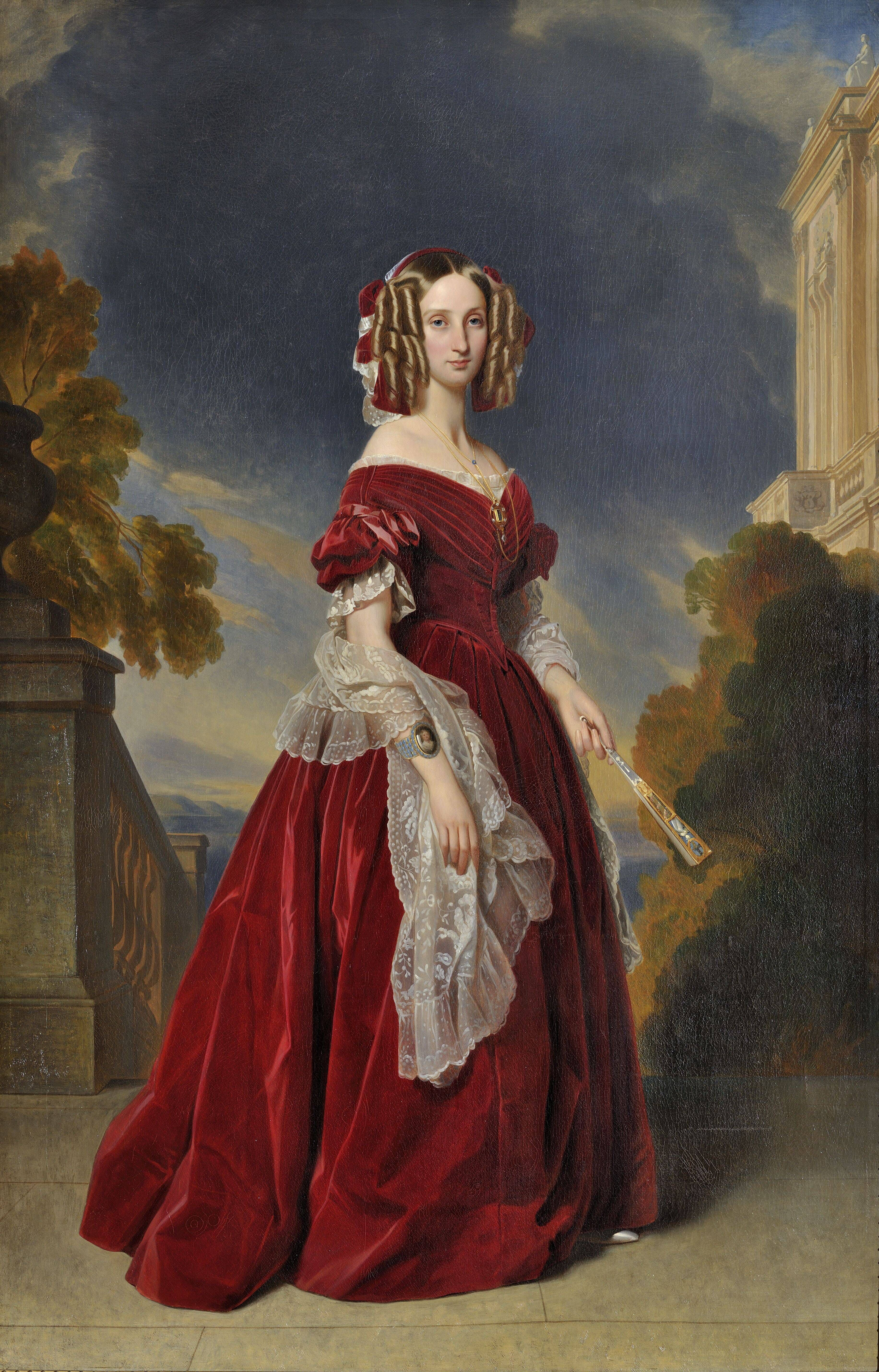
Луїза Марія Орлеанська, королева Бельгії
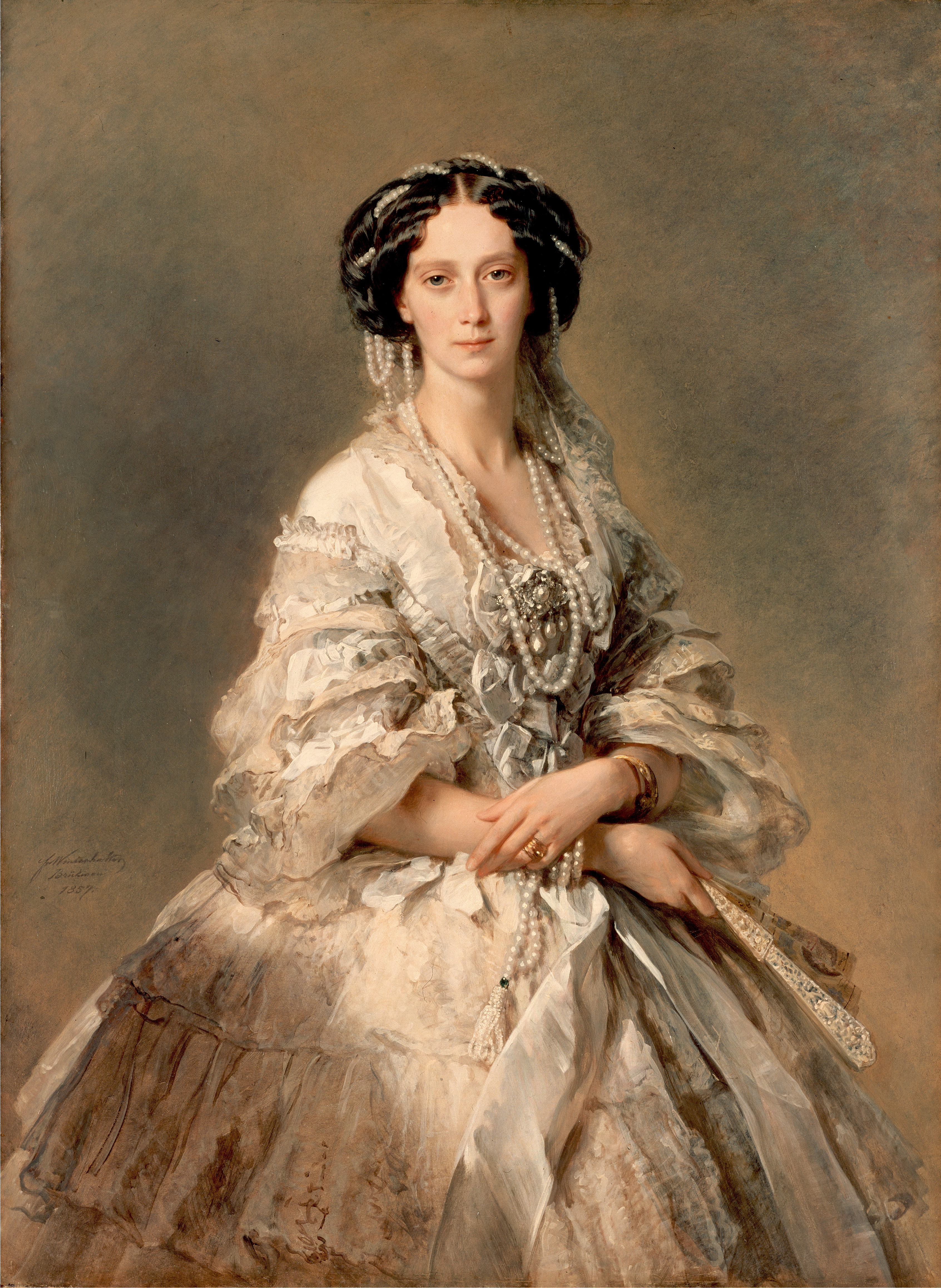
Марія Олександрівна, імператриця Росії, 1857
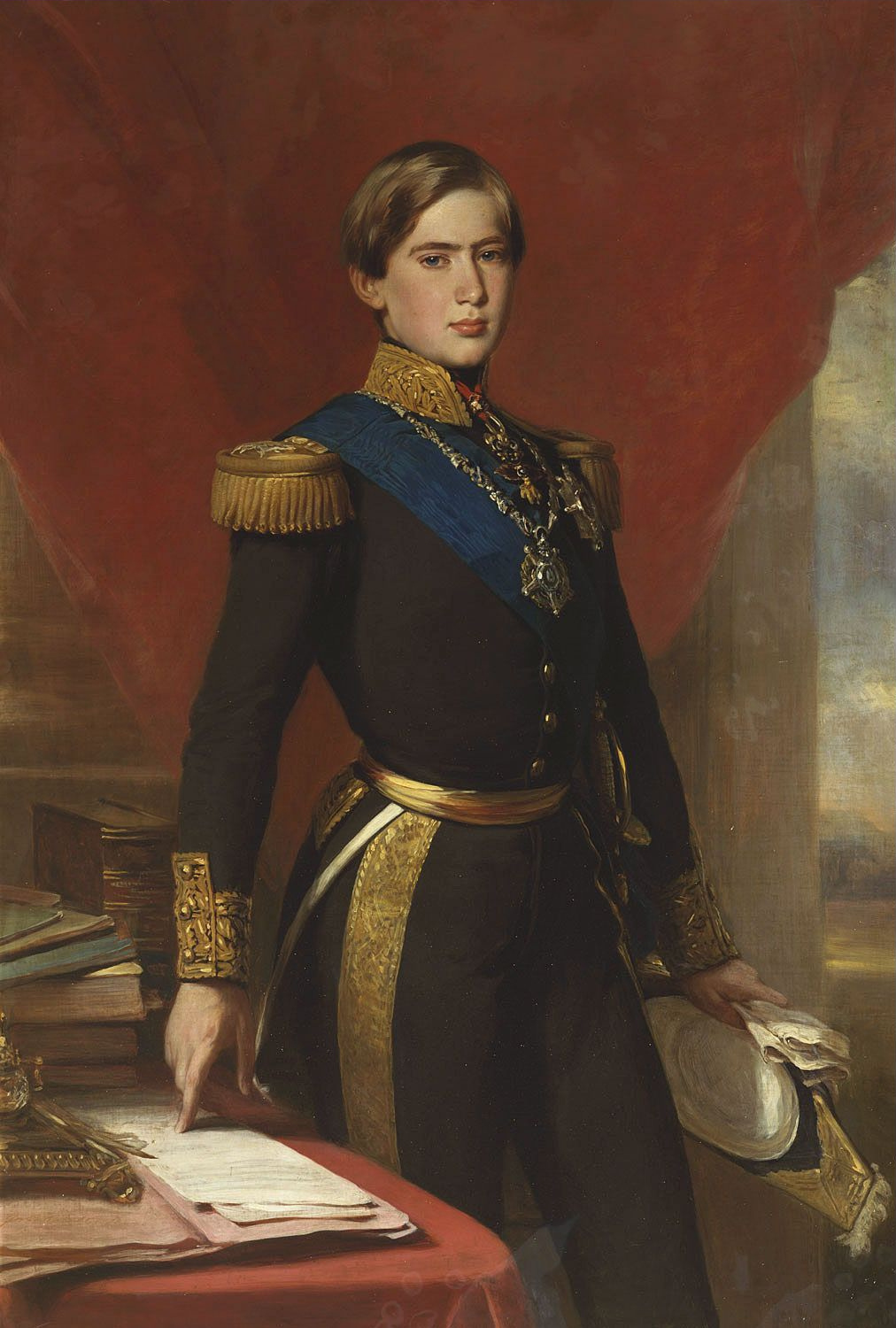
Педру V, король Португалії, 1854
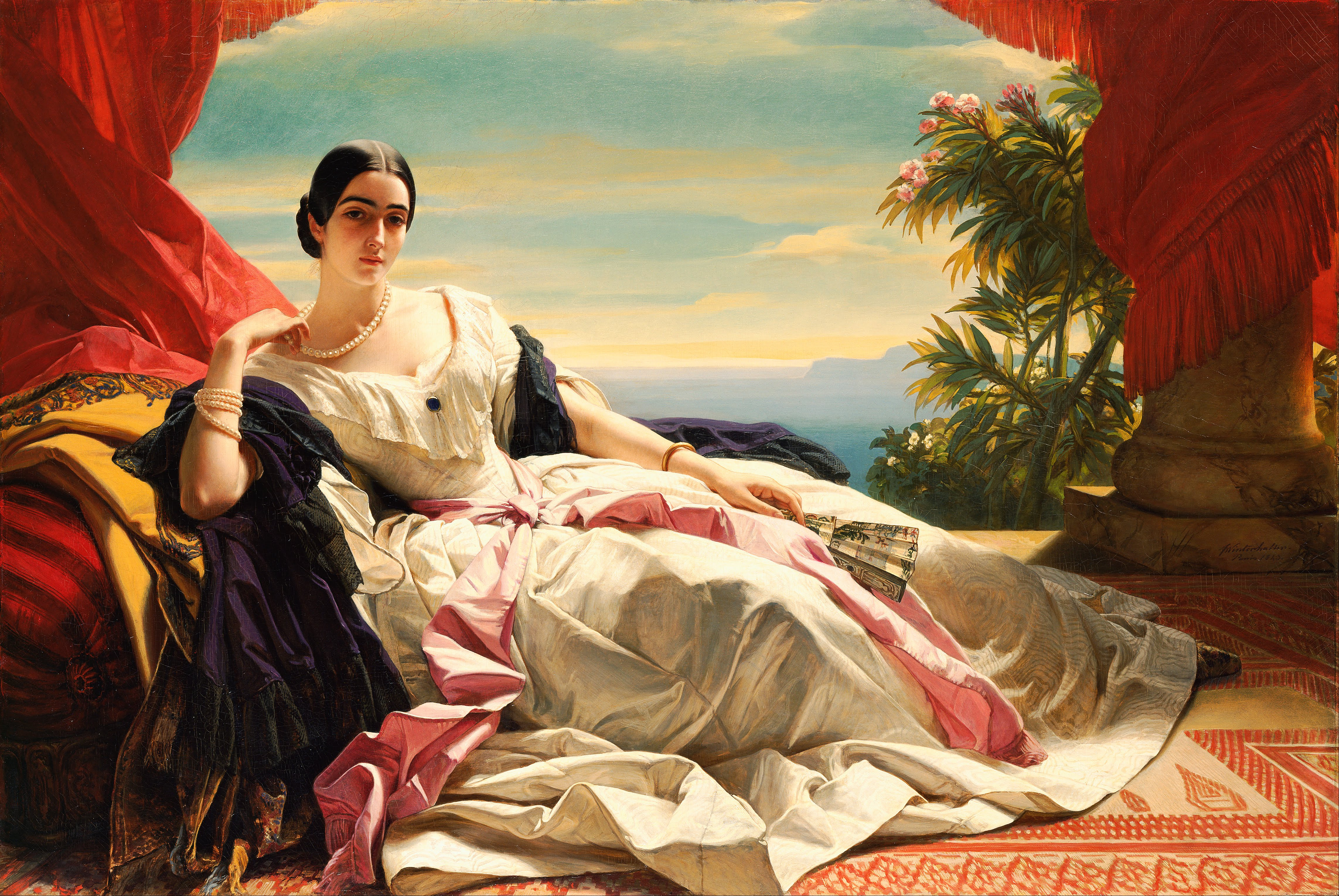
Портрет Леонілли Барятинської
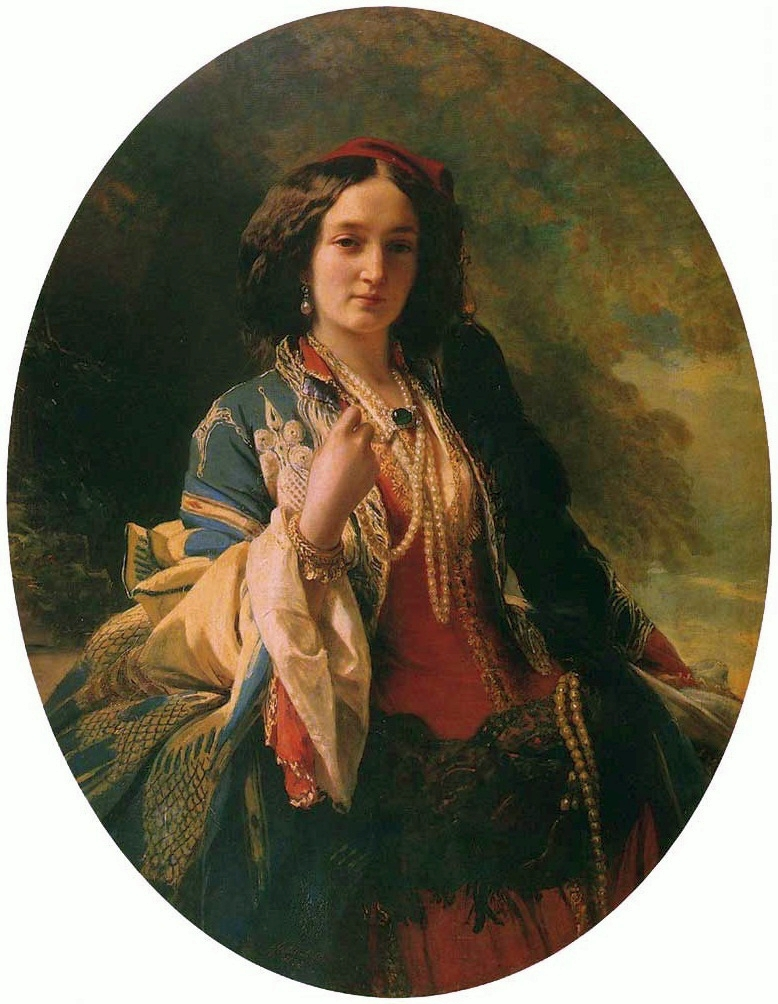
Портрет Катажини Потоцької
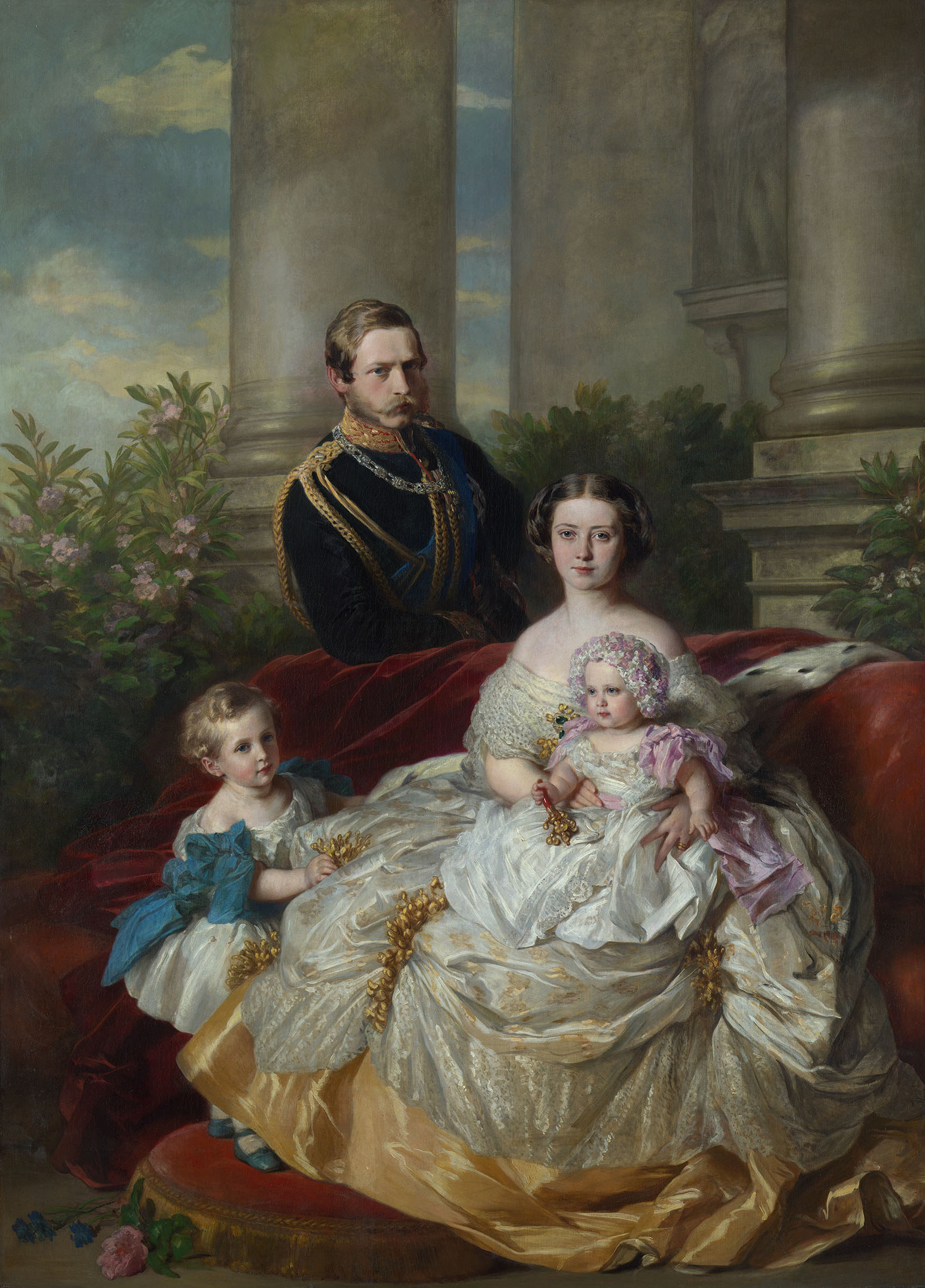
Кронпринц Прусії Фрідріх із дружиною Вікторією і з дітьми Вільгельмом та Шарлоттою
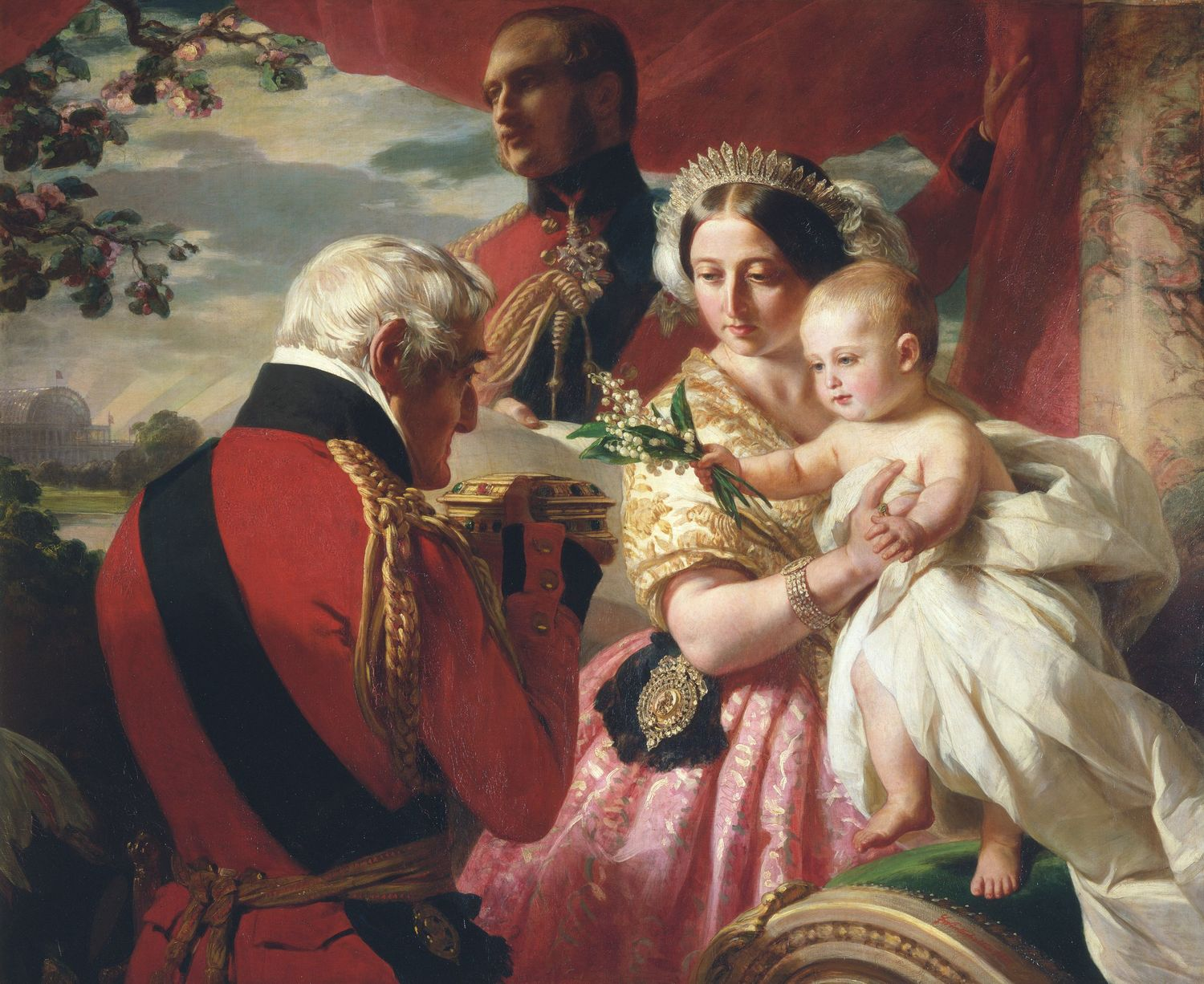
1 травня 1851 року. Королева Вікторія із сином Артуром на руках та чоловіком Альбертом позаду
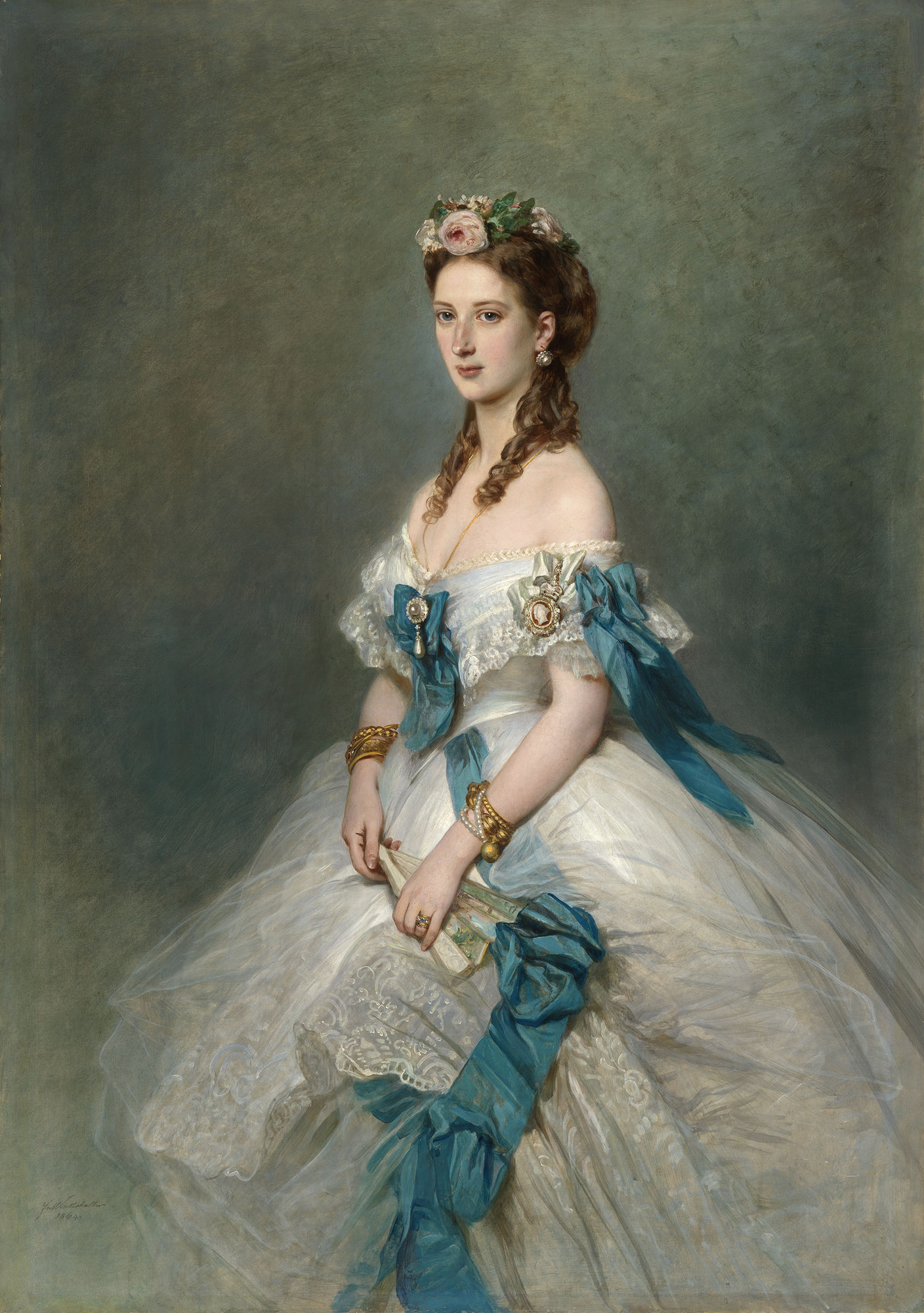
Олександра Данська, принцеса Уельська, 1863
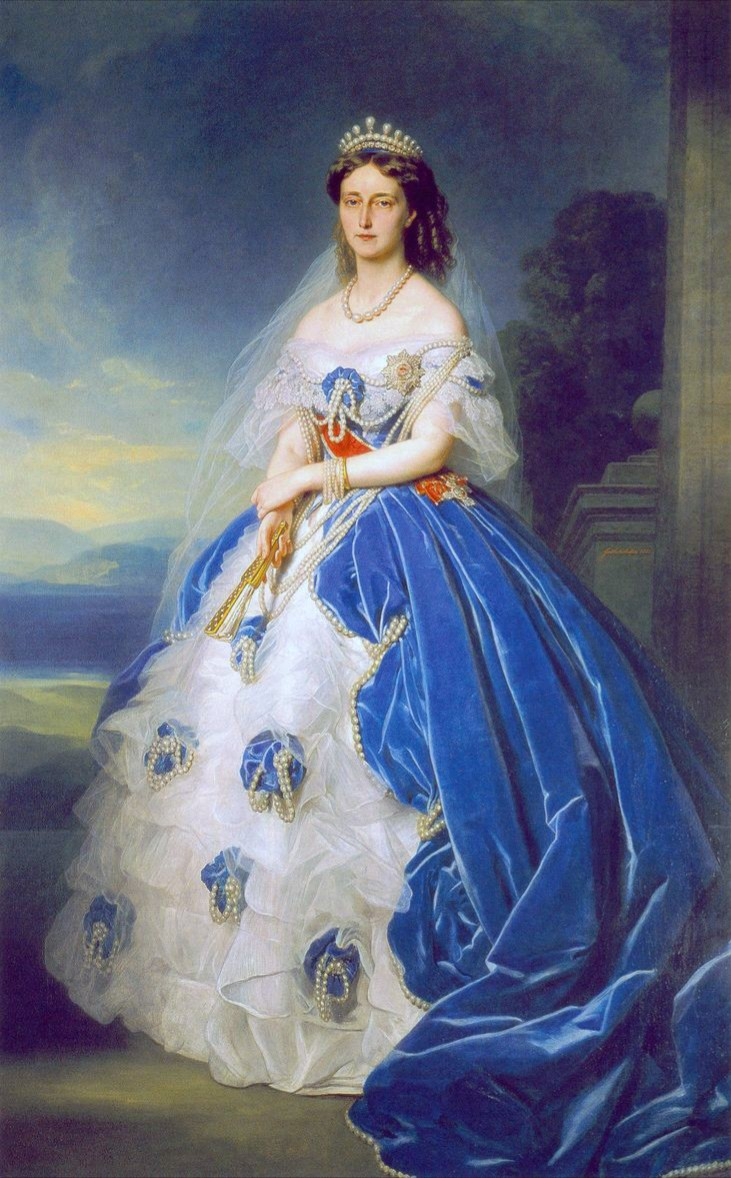
Велика княгиня Ольга, королева Вюртембергу, 1865
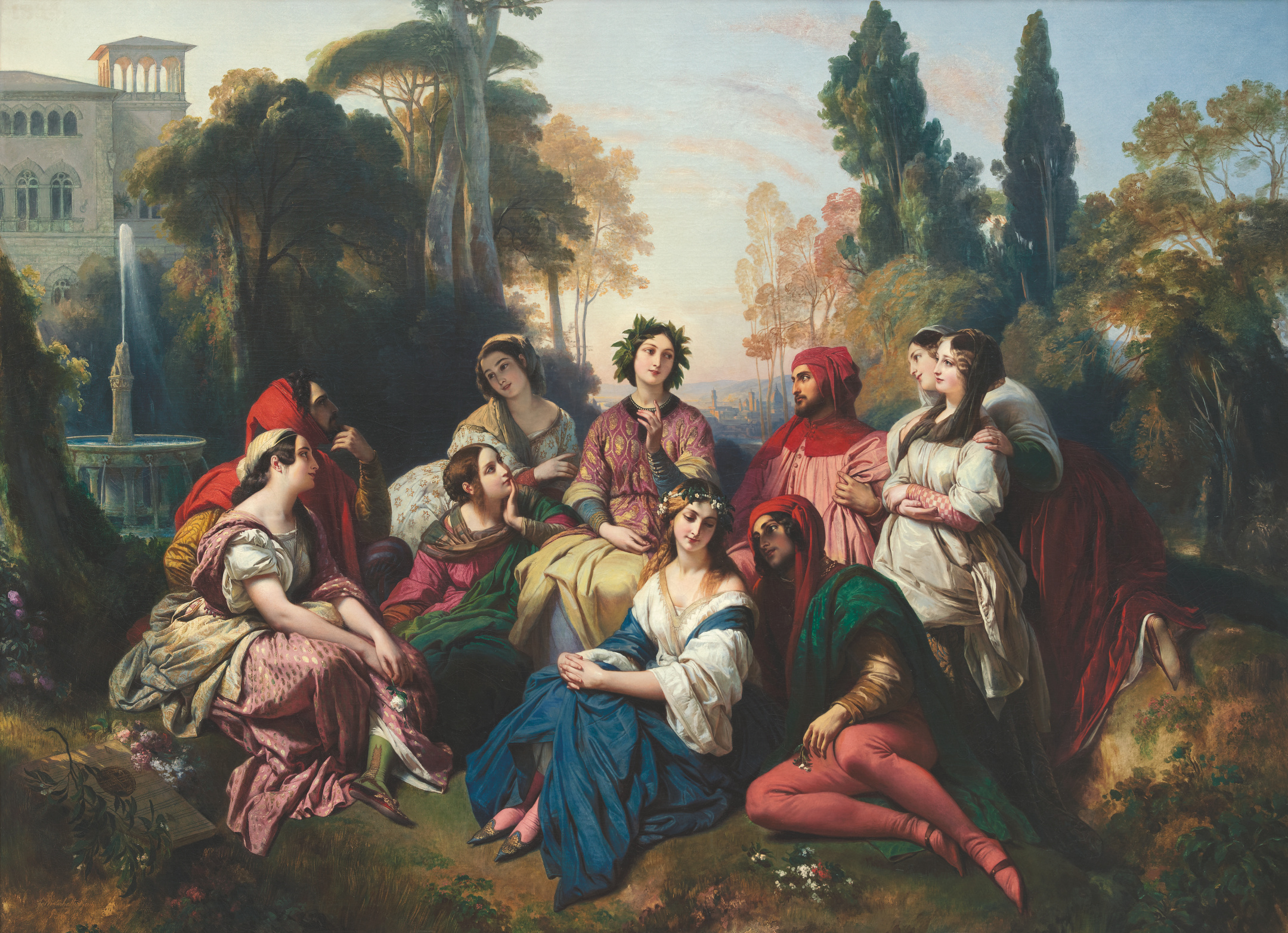
Декамерон, 1837
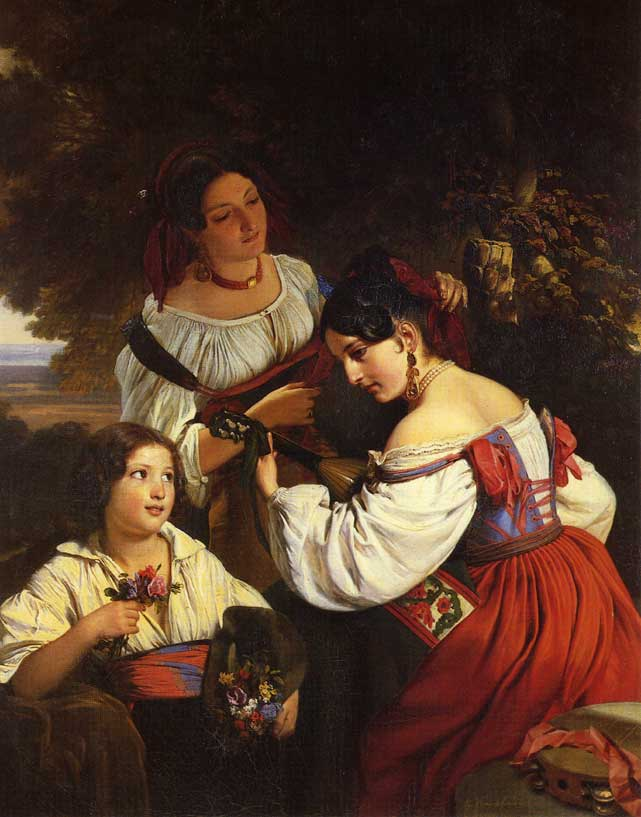
Італійська жанрова сцена, 1833
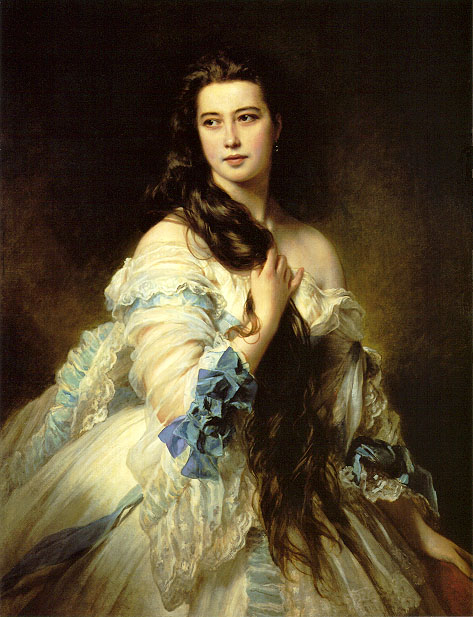
Варвара Дмитрівна Римська-Корсакова, 1864